# HP9-1泵動式霰彈槍
HP9-1（又稱為N870-14.00）是一款由中国北方工業公司與雄鷹（集團）股份有限公司所生產的短管泵动式霰彈槍，發射12鉛徑霰彈。

## 原型
在1990年代，北方工业开始仿製M870，并重新将其命名为北方工业HP9-1式。

## 設計
雖然很明顯地仿製自雷明登870，但是其設計分佈得太過於廣泛，導致其不再受专利保護，而且大多數部件可以自由轉換，部份零件可與雷明登1100及雷明登11-87互換。
由於是仿製自雷明登870，所以HP9-1同樣在底部裝彈、彈殼從機匣右側排出、管式彈倉在槍管下部、雙動式結構、內部擊鎚設計、槍管內延長式槍機閉鎖。
HP9-1的槍管長度是356毫米（超過14英吋），並有經過防止生銹的黑色磷化處理，以改進全槍外貌、增強耐久性、提高抗生銹及腐蚀（尤其是海洋等环境的盐腐蚀）、減輕全槍质量，以及加強抗脫色能力，以減少在夜間行動時會被發現的機會。
在中国国内使用的HP9-1霰弹枪弹仓供弹口与抛弹口均有缩短，这是因为公安部在采购之初提出其中一个要求為“不能使用12号猎枪弹”；初衷是万一武器落入不法分子之手，将会使他们难以获得弹药补充；出口型则没有这个问题。

## 型號
HP9-1有稱為97式系列的警用型號（由黑龍江雄鷹（集團）股份有限公司生產），設計與HP9-1無異.
其主要形式包括無槍托型、固定槍托型、折疊槍托型（97-1式）三種形式，亦有採用彈匣的型號（97-2式），能以通過更換前握把、護手、後握把、固定托和折疊托的方式變換幾種外形和尺寸，以適合不同環境不同任務的需求。

## 銷售
- 大量的產品以北方工業雄鷹982（英語：Norinco Hawk 982）和州際雄鷹982（英語：Interstate Hawk 982）的名義流入美国市面。
- 在加拿大，加拿大子彈（CanadaAmmo）以“加拿大子彈灰熊” （英語：Canada Ammo Grizzly）和“加拿大子彈灰熊彈匣"（英語：Canada Ammo Grizzly-Mag）的名義流入加拿大市面。特徵是槍管可以短至8.5英寸。

## 使用國

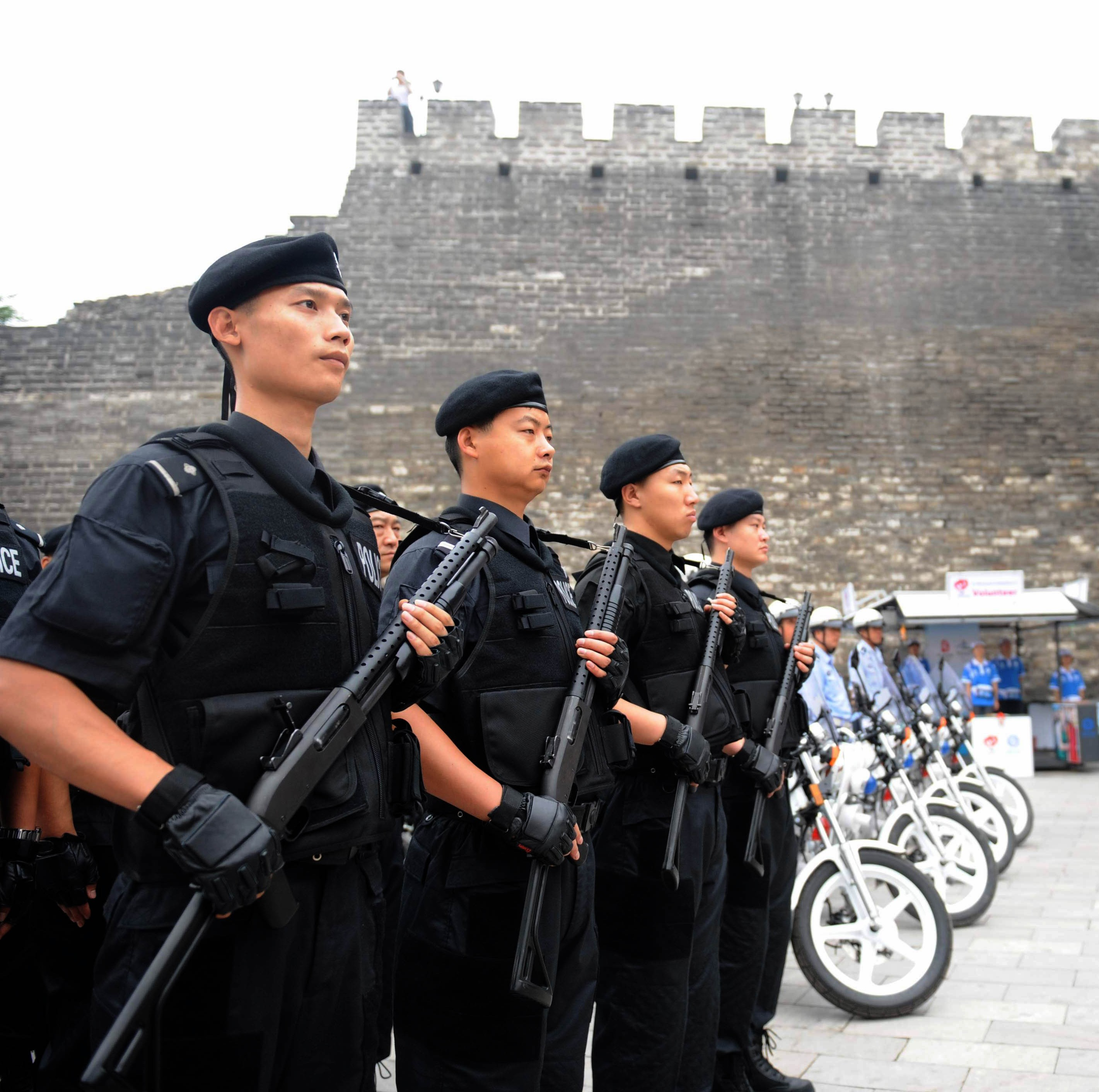
手持97式散彈槍的北京市特警隊員

- - 警察單位
- 中华人民共和国
  - 中國人民解放軍
  - 中華人民共和國人民警察
  - 現金押運公司
- 伊拉克库尔德斯坦
- 黎巴嫩：曾在教派衝突的槍戰中出現[1]

## 流行文化

### 电子游戏
- 2005年—：型號為HP9-1／雄鷹982霰弹枪，命名為「NOR982」（中文版則命名為「98式霰彈槍」），以7發管式彈倉供彈，由中国人民解放军工兵所使用。
- 2005年—《真實計劃》：由中國人民解放軍、俄軍、塔利班、哈馬斯（作為次要武器）和伊拉克叛軍所使用，主要發射鹿彈；哈馬斯陣營則發射破門彈。
- 2009年—《侠盗勇士》：型號為97-2式霰弹枪，命名為「TYPE 97-1」，由朝鲜人民軍和蘇聯軍隊士兵所使用。
- 2010年—：型號為97-1式霰弹枪，命名為「Buqinag 300BP」；奇怪地能夠全自動射擊。
- 2012年—《战争前线》：型號為97-2式霰弹枪，命名為「Hawk Pump」，为医疗兵专用武器；同时亦在生存模式中，由黑木帝国近战手所使用，使用12发弹匣，顶部与泵筒加装皮卡汀尼导，轨并使用伸缩枪托。中国大陆服务器为普通解锁，可以改装枪口配件（通用消音器、霰弹枪消音器）以及瞄准镜（EOTECH 553全息瞄准镜、红点瞄准镜、Aimpoint Comp M4S瞄准镜）；欧美与俄罗斯服务器为高级解锁，可以改装枪口配件（通用消音器、霰弹枪消音器、霰弹枪制退器、霰弹枪刺刀）以及瞄准镜（EOTECH 553全息瞄准镜、绿点全息瞄准镜、红点瞄准镜、Aimpoint Comp M4S瞄准镜、Mojji Zero红点瞄准镜）。拥有山岳迷彩改装版本和都市迷彩改装版本，大幅强化威力，强化射程。
  - 山岳迷彩版本与都市迷彩版本均为活动武器
- 2013年—：型號為97-2式霰弹枪，命名為「Hawk 12G」（中文版則命名為「雄鷹12G霰彈槍」），預設發射12G鹿彈，被歸類為霰彈槍，載彈量5+1發，最高攜彈量為36發（單人模式），槍身印有「序列号」的字樣。單人模式之中由中国人民解放军、昆崙山監獄的獄警和囚犯所使用，亦可被美国海军陆战队精英小隊「墓碑」隊長丹尼爾·雷克（Daniel Recker）所繳獲；聯機模式時為所有兵種的解鎖武器包武器之一，於達到19,000點霰彈槍得分時才能解鎖，並可以使用鴨嘴防火帽、土狼、雷射瞄準器、全收束器、JGM-4（放大4倍）、斜視金屬瞄準器、防火帽、12G重彈頭、HD-33、放大鏡（放大2倍）、改良收束器、12G鏢彈、稜鏡（放大3.4倍）、制動器、手電筒、12G破片彈以及五件戰鬥包附件（ACOG（放大4倍）、FLIR（紅外線放大2倍）、全像、綠點雷射瞄準器、紅外線夜視鏡（紅外線放大1倍）、眼鏡蛇、M145（放大3.4倍）、雷射／燈光組合、PKA-S、PK-A（放大3.4倍）、PSO-1（放大4倍）、反射式、戰術燈、三光束雷射）。

## 外部連結
- （简体中文）—齐齐哈尔雄鹰警用器材有限公司官方网页
- （英文）—NORINCO's Product Information page
- （英文）—Canadian distributor product page
- （英文）—Modern Firearms—NORINCO / Hawk Industries Type 97-1 pump shotgun / Anti-riotgun（页面存档备份，存于）
- （英文）—Security Arms—Norinco 981（页面存档备份，存于）
- （简体中文）—槍炮世界—97式霰弹枪系列（页面存档备份，存于）
- （简体中文）—《轻兵器》—海外枪友对比测试中国“雄鹰”霰弹枪（页面存档备份，存于）